# Ronse
Ronse (Frans: Renaix) is een stad en faciliteitengemeente in de Belgische provincie Oost-Vlaanderen. De stad telt ruim 27.000 inwoners, die Ronsenaars worden genoemd. Sint Hermes is haar patroonheilige. Ronse is gelegen in het Zuid-Vlaamse Heuvelland of de zogenaamde Vlaamse Ardennen. De schrijver Omer Wattez noemde Ronse ook wel "de koningin der Vlaamse Ardennen", omwille van de ligging en groene omgeving.
Ronse geldt als een handelsstad met een provinciaal karakter en een belangrijk regionaal onderwijscentrum met verzorgende functie. Als "Parel van de Vlaamse Ardennen" profileert de taalgrensstad zich als een cultuur-toeristisch centrum van waaruit men de natuur van de Vlaamse Ardennen kan ontdekken. Hierdoor kent Ronse een steeds toenemend dagtoerisme.

## Etymologie
De naam Ronse, voor het eerst vermeld als Rotnace (855-873), wijst op een Belgische of Keltische oorsprong. Deze naam is afgeleid van de nabijgelegen rivier de Ronne met het Keltische achtervoegsel -acum, wat ongeveer "vestiging aan de Ronne" betekent. Door de eeuwen heeft hij zowel een Germaanse ontwikkeling met klemtoon op de eerste lettergreep (Ronse) en Romaanse ontwikkeling die de klemtoon bewaard heeft (Renaix), doorgemaakt.
In werkelijkheid stroomt de Ronne echter net ten zuiden van Ronse en doorkruist nooit haar grondgebied, wat deze verklaring onzeker maakt. Toponymisten geloven nu dat de naam Ronse zowel van een rivier als van een persoon afkomstig kan zijn, en dat we nooit zeker zullen zijn van de oorsprong van de naam van de stad.

## Ronsisch dialect
Het Ronsisch dialect ontstond onder invloed van Brabantse dialecten, namelijk het zgn. Pajottenlands en, verder nog, onder invloed van het Brussels. Ook enkele gemeenschappelijke klanken met de rollende accenten uit de Denderstreek vallen er in het Ronsisch dialect te horen, terwijl het nochtans nabije West-Vlaanderen, en de typische klanken van de Schelde- en Leie-dialecten van generlei invloed waren. Dat komt, omdat de stad het eindpunt was in een eerste germaniseringsgolf die bekend staat als de lijn Ronse - Béthune. Pas later kwam het (deels door de zee vrijgegeven en herschapen) kustgebied onder Germaanse (lees: Vlaamse) invloed te staan. Men zou er dus uit kunnen afleiden dat de streken ten oosten van de stad mede haar taal en haar uitwisselingen vorm hebben gegeven.

## Geschiedenis

### Vroege nederzettingen
Vanaf het Paleolithicum werden reeds verschillende heuvels in de Vlaamse Ardennen door de mens bewoond. Ook in en rond het Muziekbos zijn sporen van menselijke activiteit gevonden. Maar pas tijdens het Neolithicum is er in Ronse sprake van een permanente nederzetting, die vooral gebaseerd was op landbouw en veeteelt. In 1836 en 1875 werden van een 17-tal grafheuvels of tumuli uit de vroege en midden Bronstijd (ca. 2.100-1.200 v. Chr.) blootgelegd, waaronder twee met urnen met crematieresten in een grafkamer van lokale zandsteen.
Ook in de Romeinse tijd bevond zich op het grondgebied van Ronse een nederzetting. Dit wordt bevestigd door fragmenten van een Romeins bouwwerk die als recuperatiemateriaal gebruikt werden in de romaanse gewelven van de Sint-Hermescrypte. Ook zijn er Romeinse munten gevonden op de Muziekberg en in het Bois Joly daterend uit de 2de en 4de eeuw na Christus. Eind de 5de eeuw werden de Romeinen verjaagd door Childerik. Daar waar de Romeinse cultuur de Germaanse bezetting overleefde ontstond de taalgrens.

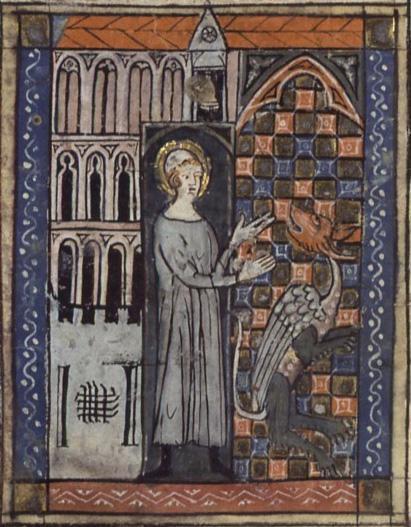
Amandus, stichter van Ronse

### Middeleeuwen

#### Vroege middeleeuwen
Nadat tijdens de ‘donkere’ middeleeuwen de Romeinse infrastructuur volledig in verval is geraakt, stichtte Sint-Amandus, met de steun van de Merovingische vorst Dagobert I, voor de evangelisatie van de Lage Landen in de 7de eeuw een klooster gewijd aan de heiligen Petrus en Paulus. Deze patrocinia als Sint-Pieter, Sint-Paulus en Sint-Martinus zoals in Ronse duiden op de vroegste kersteningsperiode van deze streken in de 7de eeuw.
Karel de Grote, die als Karolingische vorst het beschikkingsrecht had over Ronse, schonk het klooster als financiële en materiële ondersteuning aan Heridag, de eerste bisschop van het bisdom Hamburg. Na zijn overlijden schonk zijn zoon en opvolger Lodewijk de Vrome, tussen 831 en 834 het kloosterdomein, als onderdeel van het "Tenement van Inde", aan de abdij van Inde te Kornelimünster bij Aken. Deze eerste bloeiperiode kwam in 860 met de komst van de relieken van Sint-Hermes van Salzburg naar Ronse op vraag van keizer Lotharius. In 880 vluchtten de monniken echter met hun kostbaarheden uit vrees voor de oprukkende Noormannen, die de Schelde gebruikten als toegangspoort tot de Lage Landen. In 940 keerden de relieken van Sint-Hermes terug door bemiddeling van de bisschop van Kamerijk, Fulbert en werden ze in 1089 ondergebracht in de crypte onder de Sint-Hermesbasiliek. De relieken stimuleerden de plaatselijke economie door de komst van vele geesteszieken, die bij Sint-Hermes soelaas kwamen zoeken.

#### Hoge middeleeuwen

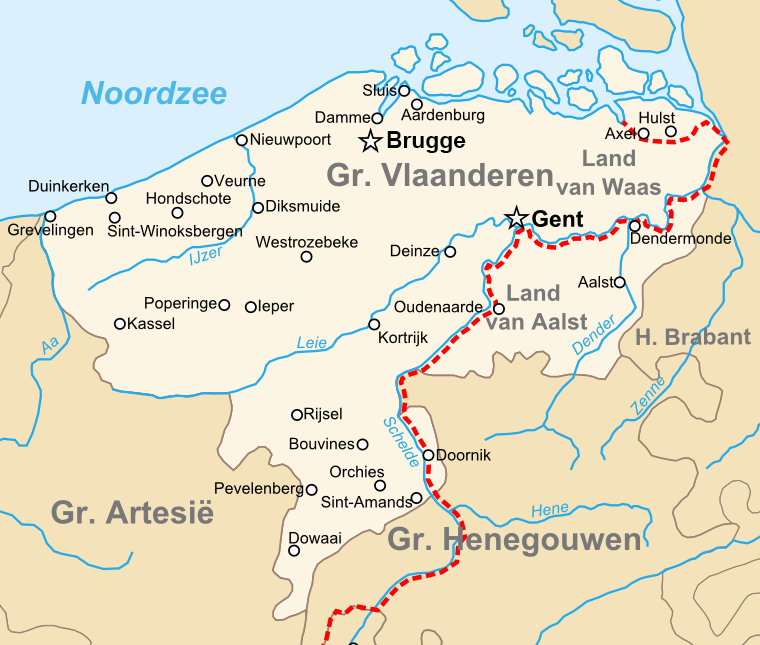
Graafschap Vlaanderen (eind 14e eeuw) met de grens van het Heilige Roomse Rijk in het rood met ten westen Kroon-Vlaanderen en ten oosten Rijks-Vlaanderen

Met het verdrag van Verdun in 843 en het uiteenvallen van het Frankische Rijk van Karel de Grote, vormde de Schelde vanaf 925 de grens tussen het Franse en het Duitse Rijk: Het gebied ten oosten van de Schelde kwam onder het gezag van de Duitse keizer, Lotharius I, terwijl het andere viel onder de soevereiniteit van de Franse koning, Karel de Kale. Om de westgrenzen van zijn rijk te beschermen, richtte de Duitse keizer Otto II (973-983) drie belangrijke versterkingen op langs de rechteroever van de Schelde. Samen met Antwerpen en Valenciennes, werd Ename in 974 gesticht als hoofdplaats van de Mark Ename.
Uit de verbrokkeling van het West-Frankische rijk ontstond het graafschap Vlaanderen. Gesteund door een aantal aanzienlijke families uit de Scheldevallei, de huizen van Petegem, Oudenaarde en Eine, wist Boudewijn IV van Vlaanderen in 1033 Ename aan de overzijde van de Schelde te veroveren, maar de Duitse keizer wilde hem de mark evenwel niet toekennen. Toen Boudewijn V van Vlaanderen zich aansloot bij de opstand van Godfried II van Lotharingen, werd hem de mark Valencijn ontnomen, waarop hij in 1047 Ename opnieuw bezette. Kort na 1056 werd Rijks-Vlaanderen, het noordwestelijke deel tussen Schelde en Dender, door de Duitse keizer toegewezen aan de graven van Vlaanderen. Rijks-Vlaanderen is evenwel niet te verwarren met Kroon-Vlaanderen, dat ten westen van de Schelde lag en in leen werd gehouden van de Franse koningen.
De heer van Oudenaarde-Pamele verwierf, vermoedelijk als beloning voor steun aan de graaf, verschillende heerlijkheden gelegen tussen de waterlopen Maarke en Ronne op de rechter Schelde-oever, het zogenaamde Land tussen Marke en Ronne. Later hielden zij het in leen van de heren van Heinsberg en Gulik.
Dezelfde heren van Pamele werden door de abt van de verafgelegen abdij van Inde aangesteld als voogd van het "Tenement van Inde", waaronder het klooster van Ronse, terwijl Gerard de Wattripont, leenman van de heer van Oudenaarde, in 1126 werd aangesteld als ondervoogd. Het was Gerard de Wattripont die de nederzetting in 1240 een stadskeure verleende, het gebied in 1264 afkocht van de abdij en zodoende de eerste heer van Ronse werd. In 1280 verkocht de abdij de overblijvende bezittingen van het Tenement, waaronder Ronse aan Gwijde van Dampierre, graaf van Vlaanderen. In 1293 verwierf hij ook de stad. Ronse, werd vanaf toen "stad en de heerlijkheid Ronse" genoemd. De vrije heerlijkheid en baronie van Ronse vormde een onafhankelijke enclave in het land van Aalst. Gwijde gaf het gebied in 1289 in leen aan zijn zoon Gwijde van Namen.

#### Late middeleeuwen

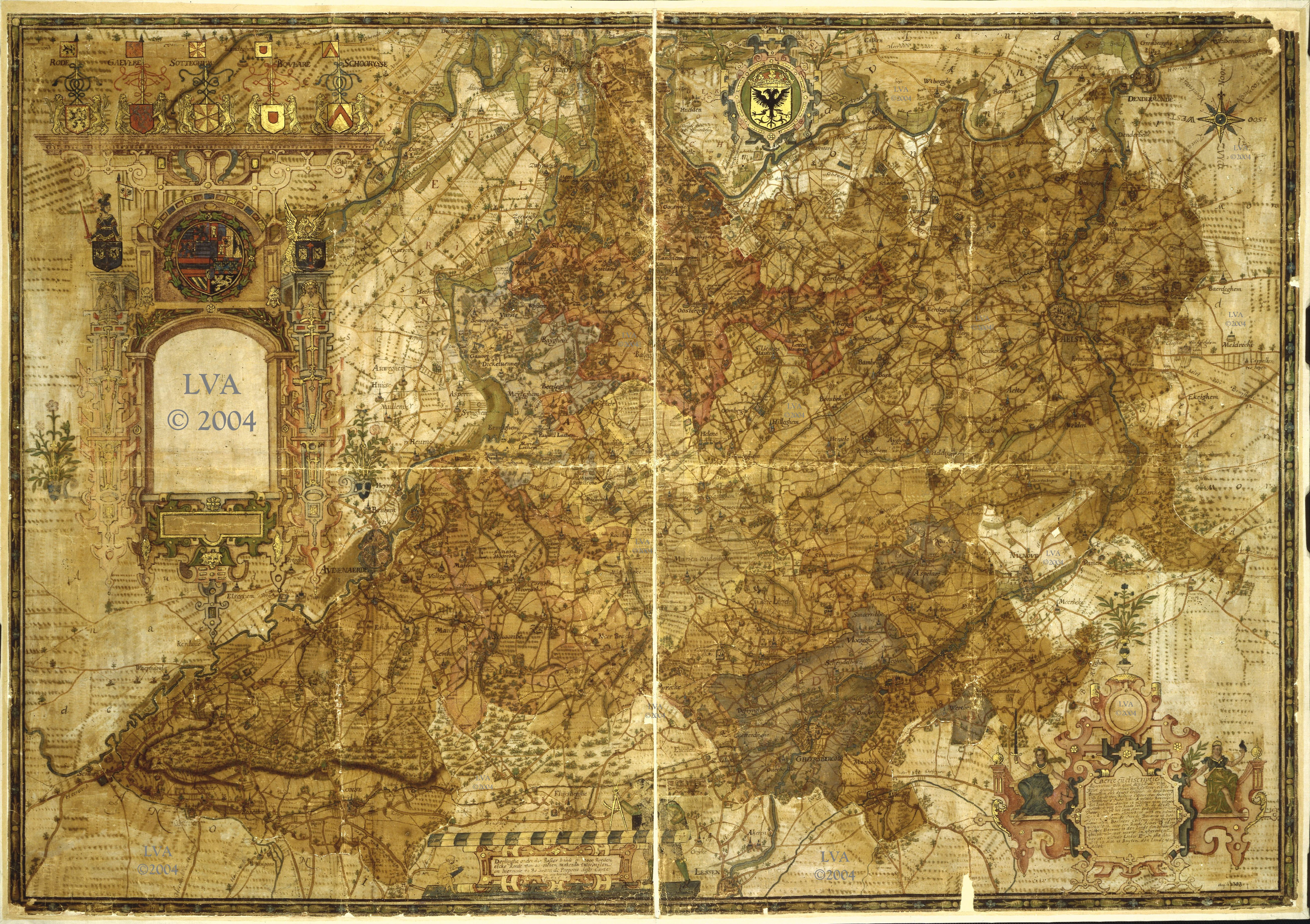
Land Van Aalst door Jacques Horenbault in 1619

Het Tenement, dat aanvankelijk bestond uit een twintigtal dorpen, zowel ten noorden als ten zuiden van de huidige taalgrens, werd door het Sint-Hermeskapittel bestuurd vanuit "De Vrijheid" voor rekening van de abdij van Inde. 
.
Gaandeweg kalfde dit patrimonium echter af, tot abt van Kornelismünster omstreeks 1280 de overblijvende bezittingen van het Tenement, waaronder Ronse, verkocht aan de graaf van Vlaanderen,Gwijde van Dampierre. Daarnaast verkoopt Gilles de Wattripont in 1293 de ondervoogdij en al zijn rechten en verwierf Gwijde van Dampierre ook de stad.  Ronse werd vanaf toen "stad en de heerlijkheid Ronse" genoemd. De vrije heerlijkheid - vanaf 1549 de baronie van Ronse - vormde een onafhankelijke enclave in het land van Aalst. Gwijde gaf het gebied in 1289 in leen aan zijn zoon Gwijde van Namen.
Ronse werd in het noorden militair en strategisch afgebakend door een gordel van moten langs de Molenbeek (waaronder de Hoge Mote), terwijl de verdediging in het zuiden gevormd werd door vesten (waaronder de Oude Vesten). Voor de rest bleef de stad onversterkt en was aldus verschillende decennia betwist gebied tussen de graven van Vlaanderen en Henegouwen. Zo wordt Ronse in 1298 geplunderd en platgebrand bij de machtsstrijd tussen de Dampierres en de Avesnes omtrent het Debattenland. Pas na de Vrede van Parijs in 1323 behoorde Ronse definitief toe aan de graaf van Vlaanderen onder de kasselrij van Aalst en beschikte tot aan de Franse Revolutie over een volledige juridische en fiscale onafhankelijkheid en een eigen rechtssysteem.  Op kerkelijk gebied ressorteerde Ronse tot 1559 onder het bisdom Kamerijk, nadien onder het aartsbisdom Mechelen en sinds 1801 onder het bisdom Gent.
Een tweede heerlijkheid op het grondgebied van Ronse was de vrijheerlijkheid of "De Vrijheid". Dit was het ca. 5 ha omheind gebied met het St.-Pieters-en-Hermesklooster als centrum, met de kapittelproost als wereldlijke heer en een eigen rechtsmacht.
Een derde kleine heerlijkheid, de "heerlijkheid en vrijheid van Landenbourg", tot de 17de eeuw "Audenbroeck" genoemd, vormde als leen van de heerlijkheid van Frasnes, een Henegouwse enclave in Vlaanderen.

### Renaissance en ancien régime

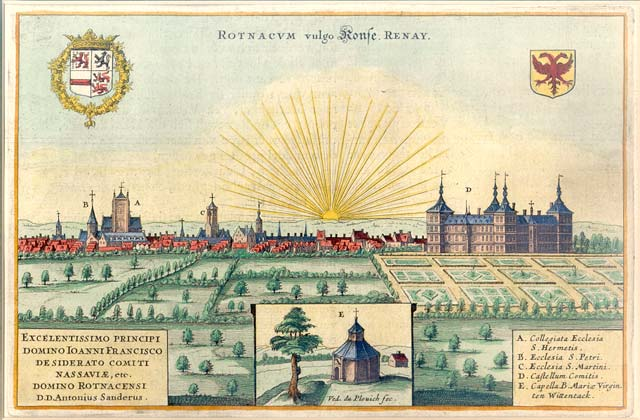
Ronse rond 1641-1644

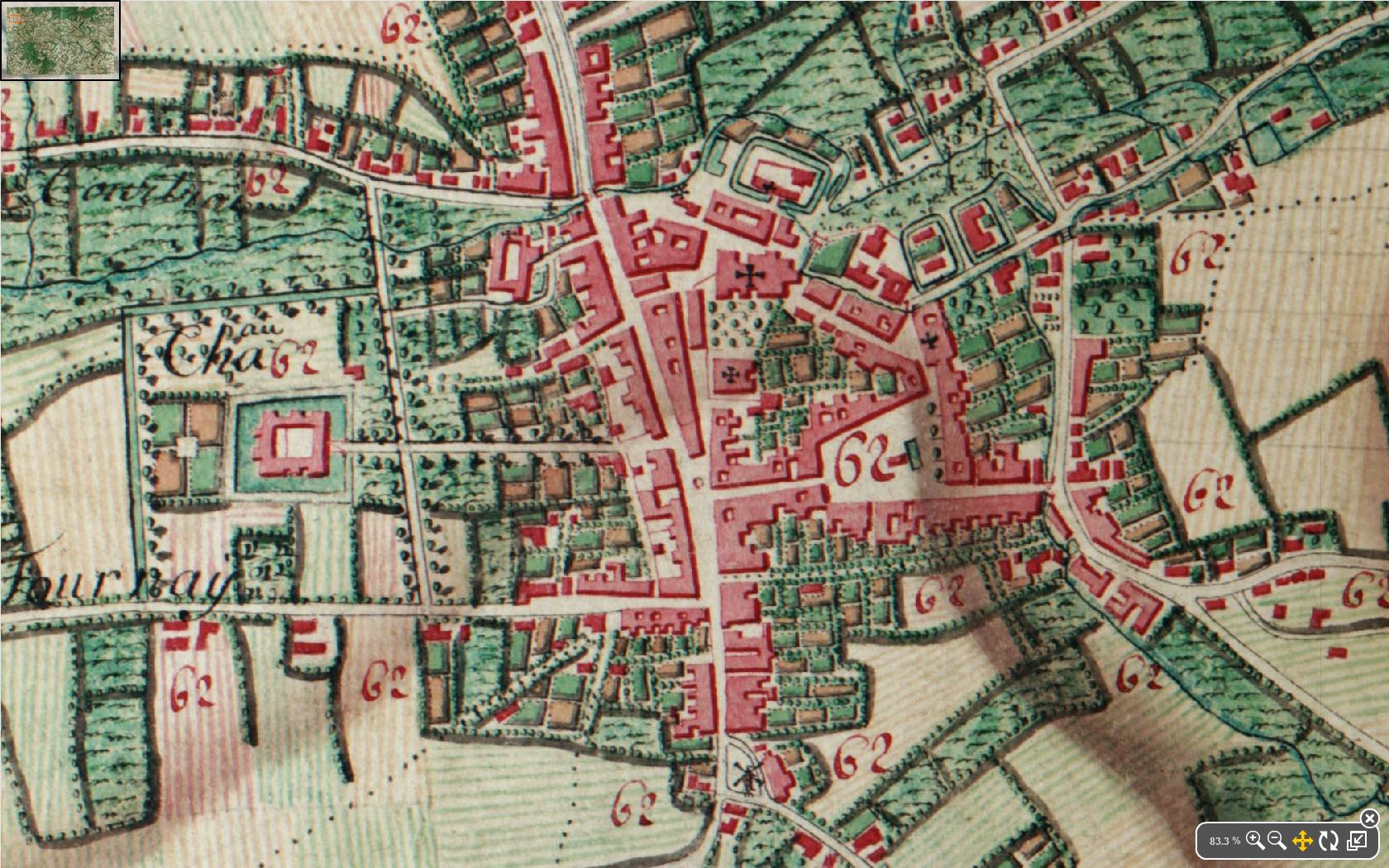
Ronse rond 1777 op de Ferrariskaart

In 1513 en 1553 werd Ronse getroffen door hevige stadsbranden maar de brand van 21 juli 1559 ruïneerde de stad volledig. Hierop krijgt Ronse gedurende twintig jaar een belastingvrijstelling van koning Filips II van Spanje. Tijdens de Beeldenstorm vluchtten de geestelijken en werd de Sint-Hermeskerk gesloten. In de periode tussen 1550 en 1580 was Ronse een belangrijk centrum van calvinisme in de Spaanse Nederlanden. Maar na de nederlaag van de protestanten tegen de hertog van Alva in de Zuidelijke Nederlanden vertrokken veel protestantse wevers naar Holland. Ook vertrok een groot deel van de sociale bovenklasse naar gelijkgezinde buurlanden, zoals Duitsland, Engeland en de Noordelijke Nederlanden.
Aan het begin van de 17e eeuw haalde Ronse voordeel uit de relatieve vreedzame periode onder Ferdinand en Isabella. Tijdens deze periode werd een van de grootste kastelen van de Nederlanden gebouwd voor Jan VIII van Nassau-Siegen, die sinds 1629 baron van Ronse was. Van 1680 tot 1700 werd Ronse een tijdlang aan Frankrijk gehecht, ondanks de tegenstand van de Spaanse koning.

### Na de Franse Revolutie
Na deze eerste Franse aanhechting keerde de stad terug naar het graafschap Vlaanderen als deel van de Oostenrijkse Nederlanden om na de Slag bij Fleurus weer door Frankrijk bezet te worden. Met de annexatie bij Frankrijk in 1795 kwam een einde aan de bestuurlijke en gerechtelijke verscheidenheid in Ronse tussen Vrijheid, stad, baronie en heerlijkheid van Landenbourg en werd Ronse één gemeente in het Scheldedepartement. Ronse werd in deze periode geconfronteerd met belangrijke onteigeningen en de stad bevond zich snel in financiële moeilijkheden. In 1796, werd de oude stadsadministratie ontbonden om plaats te maken voor de Franse wetgeving tot de val van het napoleontische rijk in 1815 waarbij Ronse deel ging uitmaken van de Nederlandse provincie Oost-Vlaanderen. Onder Frans bewind werd de baronie opgeheven en het kasteel van Ronse verkocht. Vanaf dan begon het kasteel zeer snel tot een ruïne te vervallen totdat het in 1823 werd afgebroken.
De maatschappelijke elite van de stad was sedert de 19e eeuw verfranst geraakt.

## Textielnijverheid
Vanaf 1250 kende Ronse een opgang van de industrie en was vanaf de 13e eeuw een centrum van lakenindustrie mede door een privilege verleend door Jan I van Brabant.
Op 26 maart 1478 plunderden de Franse troepen de stad en staken ze haar in brand. Maar ze herstelde snel van de aanval dankzij deze lakenindustrie.  Onder druk van de Engelse concurrentie schakelde Ronse over van wol- naar vlasnijverheid en werd het een belangrijk centrum van saquin, het grof linnen, dat op de lijnwaadmarkt van Oudenaarde en Ath via Spanje ook zijn weg vond naar de Nieuwe Wereld.
In 1513 en 1553 werd Ronse getroffen door hevige stadsbranden, maar de brand van 21 juli 1559 ruïneerde de stad volledig. Hierop kreeg Ronse gedurende twintig jaar een belastingvrijstelling van koning Filips II. Tijdens de Beeldenstorm vluchtten de geestelijken en werd de Sint-Hermeskerk gesloten. In de periode tussen 1550 en 1580 was Ronse een belangrijk centrum van calvinisme in de Spaanse Nederlanden. Maar na de nederlaag van de protestanten tegen de hertog van Alva in de Zuidelijke Nederlanden vertrokken veel protestantse wevers naar Holland.  Ook vertrok een groot deel van de sociale bovenklasse naar gelijkgezinde buurlanden, zoals Duitsland, Engeland en de Noordelijke Nederlanden.
In 1840, binnen het nieuw opgerichte Koninkrijk België, was meer dan 55% van de bewoners afhankelijk van de textielindustrie. De bloei in textielnijverheid leidde tot een groeiende bevolking en welvaart. Maar een paar jaar later leidde deze afhankelijkheid door de toegenomen mechanisatie echter tot een diepe economische crisis. Veel inwoners verlieten daarop de stad om in Noord-Frankrijk (Rijsel-Roubaix-Tourcoing) in de textielnijverheid te werken of om in regio van de Somme of de Oise in de landbouw te gaan. Vanaf de jaren 1870, bloeide de textielindustrie ondanks een tijdelijke vertraging tijdens de Eerste Wereldoorlog. Tussen de twee wereldoorlogen in groeide Ronse uit tot het tweede textielcentrum in Vlaanderen, met de nadruk op katoen. De neergang van deze industrietak begon na de Tweede Wereldoorlog, maar raakte pas echt in grote moeilijkheden in de jaren 1960. In het Must Museum voor textiel aan de Hoge Mote wordt het verhaal verteld van de textielindustrie.
Om in te haken op het textielverleden van Ronse en een link te leggen met de toekomst van textiel, werd eind 2011 het Textile Open Innovation Centre (TIO³) geopend.
In juli 2021 werden langs de Molenbeek normoverschrijdende hoeveelheden PFAS (de familie waartoe PFOS behoort) aangetroffen, wellicht geloosd door plaatselijke textielbedrijven.

## Sport
Voetbalclub KSK Ronse was aangesloten bij de KBVB en een tijdlang actief in de nationale reeksen. Met stamnummer 38 was het een van de oudste clubs in het land en stond op zijn hoogste niveau in de tweede klasse. In 2022 raakte bekend dat KSK Ronse op het einde van het seizoen 2021-2022 zou verdwijnen door financiële problemen. De werking werd overgenomen door KVV Vlaamse Ardennen (stamnummer 3857), deze club werd hernoemd naar KSK Vlaamse Ardennen. 
Verder is ook Football Club Ronse sedert 2020  actief als lokale voetbalploeg in Ronse.
Basketbalclub Blue Rocks Ronse-Kluisbergen speelt met een damesploeg en een herenploeg in zowel de landelijke- als de provinciale reeksen. Verder zijn er jeugdploegen voor zowel jongens als meisjes actief.
Zowel de wereldkampioenschappen wielrennen van 1963 als 1988 werden in Ronse georganiseerd. In 1963 won de Belg Benoni Beheyt er de wegwedstrijd voor beroepsrenners. In 1988 was het de beurt aan de Italiaan Maurizio Fondriest.
De Ronde van Vlaanderen en andere voorjaarsklassiekers deden Ronse al vele malen aan, daar de stad is gelegen in de vallei van de heuvel Kruisberg. De Oude Kruisens en Kruisstraat zijn twee hellingen die door de wielrenners worden beklommen tijdens de Ronde van Vlaanderen. De Kruisstraat was het decor voor de finale van het wereldkampioenschap wielrennen in 1988.

## Kernen
Ronse heeft geen deelgemeenten. Net ten westen van de stadskern ligt wel het gehucht De Klijpe. In het noordoosten van Ronse, op de grens met Etikhove ligt het dorpje Louise-Marie.
Op het grondgebied liggen nog diverse wijken en buurten, waaronder Biest, Breucq, Bruyère, Hoog-Deurne en Laag-Deurne, Floréal, Germinal, Hogervelde, Schoonboeke, Stookt en ook Ten Houte en Koekamer op de grens met Schorisse.
| #      | Naam                      | Inwoners |
| ------ | ------------------------- | -------- |
| I (II) | Ronse - Ronse - De Klijpe |          |

De gemeente Ronse grenst aan de volgende dorpen en gemeenten:
- a. Schorisse (gemeente Maarkedal)
- b. Etikhove (gemeente Maarkedal)
- c. Nukerke (gemeente Maarkedal)
- d. Zulzeke (gemeente Kluisbergen)

Ronse, kernen en buurgemeenten. De gele gebieden zijn bebouwde kernen.

- e. Kwaremont (gemeente Kluisbergen)
- f. Rozenaken (gemeente Mont-de-l'Enclus)
- g. Wattripont (gemeente Frasnes-lez-Anvaing)
- h. Dergneau (gemeente Frasnes-lez-Anvaing)
- i. Saint-Sauveur (gemeente Frasnes-lez-Anvaing)
- j. Elzele (gemeente Ellezelles)

## Situering van de stad
Ronse is een stad in de provincie Oost-Vlaanderen, gelegen op de taalgrens. Het grondgebied van de stad Ronse grenst ten noorden aan de gemeente Kluisbergen en de gemeente Maarkedal (provincie Oost-Vlaanderen), ten oosten aan Elzele (provincie Henegouwen), ten zuiden en ten westen aan de fusiegemeenten Frasnes-les-Avaing en Mont-de-l'Enclus (provincie Henegouwen). De stad Ronse, met een uitgestrekte oppervlakte van 3453 hectare bleef als gevolg van de taalgrenswet van 1962 een afzonderlijke gemeente met faciliteiten voor de Franstalige minderheid. Andere steden in de nabijheid zijn in het noorden Oudenaarde (ca. 10 km in vogelvlucht, 31.000 inw.), in het westen liggen Kortrijk (ca. 25 km, 76.000 inw.) en Doornik (op iets meer dan 20 km, 70.000 inw.), de stad Aat ligt ten zuidoosten, op ca. 18 kilometer van Ronse (28.000 inw.).
Ronse is gelegen in het Zuid-Vlaamse Heuvelland of de Vlaamse Ardennen, een opvallende heuvelachtige streek in het zuiden van de provincie Oost-Vlaanderen met variërende hoogtes tussen 88 en 150 meter. Deze landschappelijke streek, die doorloopt in het Henegouwse Pays des Collines en grosso modo gesitueerd is tussen de steden Oudenaarde en Zottegem in het noorden en Geraardsbergen en Ronse in het zuiden, tussen de rivieren de Dender en de Schelde, respectievelijk in het oosten en het westen, wordt gekenmerkt door beboste heuveltoppen met steile hellingen, ontelbare diep ingesneden beekdalen en -dalletjes of ravijnen, kronkelende beekjes en gekasseide holle wegen. De hoogste bergen - de Muziekberg, de Hotondberg- en de Kluisberg - liggen op één oost-westlijn ongeveer dwars door het hier behandelde gebied en reiken tot 150 meter. Deze regio maakt deel uit van het Schelde-Dender-interfluvium. In Ronse liggen hellingen als Broeke, Statieberg, Fortuinberg, Muziekberg, Kanarieberg, Hemelberg, Ten Berge, Helling van Kraai, Spinessenberg, Fiertelmeers, Scherpenberg, Hotondberg, Hoogberg-Hotond, Oude Kruisens, Kruisberg,...

## Demografische ontwikkeling
- Bronnen:NIS, Opm:1831 tot en met 1981=volkstellingen; 1990 en later= inwonertal op 1 januari

| Inwoners van jaar tot jaar op 1 januari 1992 tot heden | Inwoners van jaar tot jaar op 1 januari 1992 tot heden | Inwoners van jaar tot jaar op 1 januari 1992 tot heden |
| jaar                                                   | Aantal                                                 | Evolutie: 1992=index 100                               |
| ------------------------------------------------------ | ------------------------------------------------------ | ------------------------------------------------------ |
| 1992                                                   | 24.152                                                 | 100,0                                                  |
| 1993                                                   | 24.227                                                 | 100,3                                                  |
| 1994                                                   | 24.403                                                 | 101,0                                                  |
| 1995                                                   | 24.341                                                 | 100,8                                                  |
| 1996                                                   | 24.260                                                 | 100,4                                                  |
| 1997                                                   | 24.106                                                 | 99,8                                                   |
| 1998                                                   | 24.040                                                 | 99,5                                                   |
| 1999                                                   | 23.941                                                 | 99,1                                                   |
| 2000                                                   | 23.849                                                 | 98,7                                                   |
| 2001                                                   | 23.740                                                 | 98,3                                                   |
| 2002                                                   | 23.697                                                 | 98,1                                                   |
| 2003                                                   | 23.870                                                 | 98,8                                                   |
| 2004                                                   | 23.827                                                 | 98,7                                                   |
| 2005                                                   | 23.994                                                 | 99,3                                                   |
| 2006                                                   | 24.158                                                 | 100,0                                                  |
| 2007                                                   | 24.426                                                 | 101,1                                                  |
| 2008                                                   | 24.640                                                 | 102,0                                                  |
| 2009                                                   | 24.874                                                 | 103,0                                                  |
| 2010                                                   | 25.146                                                 | 104,1                                                  |
| 2011                                                   | 25.176                                                 | 104,2                                                  |
| 2012                                                   | 25.403                                                 | 105,2                                                  |
| 2013                                                   | 25.565                                                 | 105,9                                                  |
| 2014                                                   | 25.629                                                 | 106,1                                                  |
| 2015                                                   | 25.783                                                 | 106,8                                                  |
| 2016                                                   | 25.925                                                 | 107,3                                                  |
| 2017                                                   | 26.092                                                 | 108,0                                                  |
| 2018                                                   | 26.337                                                 | 109,0                                                  |
| 2019                                                   | 26.479                                                 | 109,6                                                  |
| 2020                                                   | 26.374                                                 | 109,2                                                  |
| 2021                                                   | 26.510                                                 | 109,8                                                  |
| 2022                                                   | 26.702                                                 | 110,6                                                  |
| 2023                                                   | 27.075                                                 | 112,1                                                  |
| 2024                                                   | 27.356                                                 | 113,3                                                  |
| 2025                                                   | 27.577                                                 | 114,2                                                  |

## Inwoners
Ronse is een historische stad, die een bloeiende textielindustrie kende vanaf de jaren 1870. Dat weerspiegelt zich in de bevolkingsgroei. Rond de eeuwwisseling van de 20ste eeuw bedroeg het inwoneraantal 20.000. Vandaag bedraagt het aantal inwoners iets meer dan 26.000, ongeveer evenveel als in 1947. De groei van de afgelopen 12 jaar zit tussen de Belfius-indeling (net hoger) en het Vlaams gemiddelde (net lager). Volgens de vooruitberekening wordt tegen 2035 een bevolking van 28.377 inwoners verwacht.

### Verjonging vs. vergrijzing
Het aandeel jongeren in de bevolking van Ronse (tussen 0-19 jaar) is vrij hoog in vergelijking met het Vlaams gemiddelde. De vergrijzing zet zich trager door dan gemiddeld in Vlaanderen. Het aandeel 65 jaar en ouder bedraagt 18,4% (tegen het Vlaams gemiddelde van 19,8%). Het aantal kinderen onder de 17 jaar vormt 23,5% van de totale bevolking (tegen het Vlaams gemiddelde van 19,4%).

### Samenstelling
Van de 26.000 inwoners van Ronse is 30,4% van vreemde origine, wat Ronse bijzonder multicultureel maakt in vergelijking met de rest van Vlaanderen (het gemiddelde ligt op 20,5%).

### Welvaart
De inwoners van Ronse zijn gemiddeld genomen niet erg welvarend. Het gemiddeld inkomen per inwoner bedroeg 15.059 euro in 2017, afgezet tegen een Vlaams gemiddelde van 19.636 euro is dat heel laag. Wallonië heeft een gemiddeld inkomen van 17.281 euro. Nochtans bedraagt het aantal inwoners met een leefloon slechts 2,8 per 1000 inwoners, waar een Vlaams gemiddelde van 6 per 1000 inwoners.
Volgens de kansenarmoede-index (percentage geboorten in kansarme gezinnen in 2016) scoort Ronse 22,8 wat opmerkelijk hoger is dan het Vlaams gemiddelde van 12,8.

## Ruimtelijke beschrijving
Ronse is een stad in de vallei, gelegen aan de Molenbeek en binnen een landschappelijke omgeving. De heuvelruggen in het noorden worden gebruikt voor recreatieve doeleinden, voor zowel fietsers als wandelaars. De westzijde van de stad, en in mindere mate de oostzijde, toont een ander beeld. Wonen, bedrijvigheid, landbouw en sportterreinen liggen als fragmenten naast elkaar en laten een verrommelde stadsstructuur zien. 

## Bezienswaardigheden

### Religieuze gebouwen
- De laatgotische Sint-Hermesbasiliek en de Romaanse en laatgotische Sint-Hermescrypte
- Neogotische Nieuwe Sint-Martinuskerk (1896) door Modeste de Noyette
- De 15de-eeuwse toren van de Oude Sint-Martinuskerk
- Kapel Lorette
- Kapel Wittentak in neogotische stijl
- De Hemelvaartskerk, protestantse kerk van Ronse-Maarkedal-Kluisbergen, aan Bredestraat 82.
- De Sint-Pieterskerk
- De Sint-Antonius van Paduakerk met bijbehorend Minderbroedersklooster.
- De Schuurkerk

### Burgerlijke architectuur
- Het stadhuis van Ronse op de Grote Markt
- Het station van Ronse. Het stond oorspronkelijk op 't Zand in Brugge
- Villa Madonna, beschermd monument, ontworpen door Modeste de Noyette
- Villa Carpentier, het enige landhuis ontworpen door Victor Horta
- De Brembosmolen
- De talrijke art-decohuizen, gebouwd tussen de twee wereldoorlogen, getuigen van een eertijds bloeiende textielindustrie [17]
- Het Kasteel De Malander
- De Hoge Mote

### Overig
- Het Museum voor textiel (MUST)
- Het Textile Open Innovation Centre (TIO³)
- Het Folkloremuseum
- De Zottenmuur en het muzikale standbeeld van Ephrem Delmotte
- De zonnewijzer voor de bibliotheek, aan het E. Soudansquare, met een mozaïek van 5x7 meter.
- Het Malanderpark
- Het Bruulpark
- De Stadstuin
- Een gekandelaarde linde met cavalerie

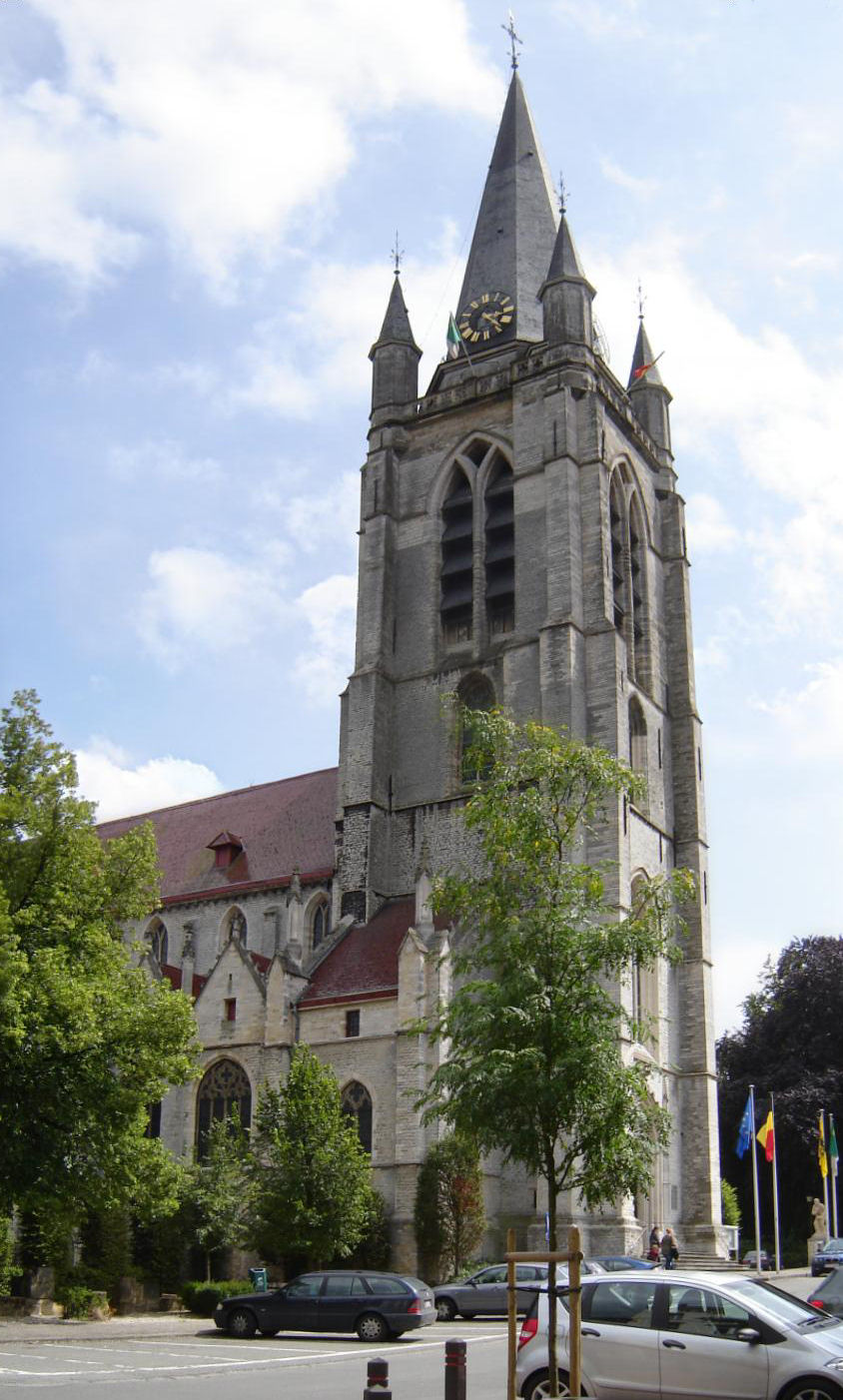
Sint-Hermesbasiliek
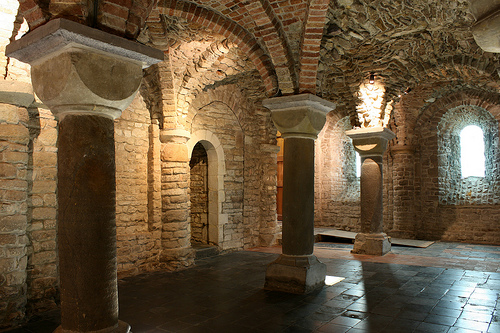
Sint-Hermescrypte
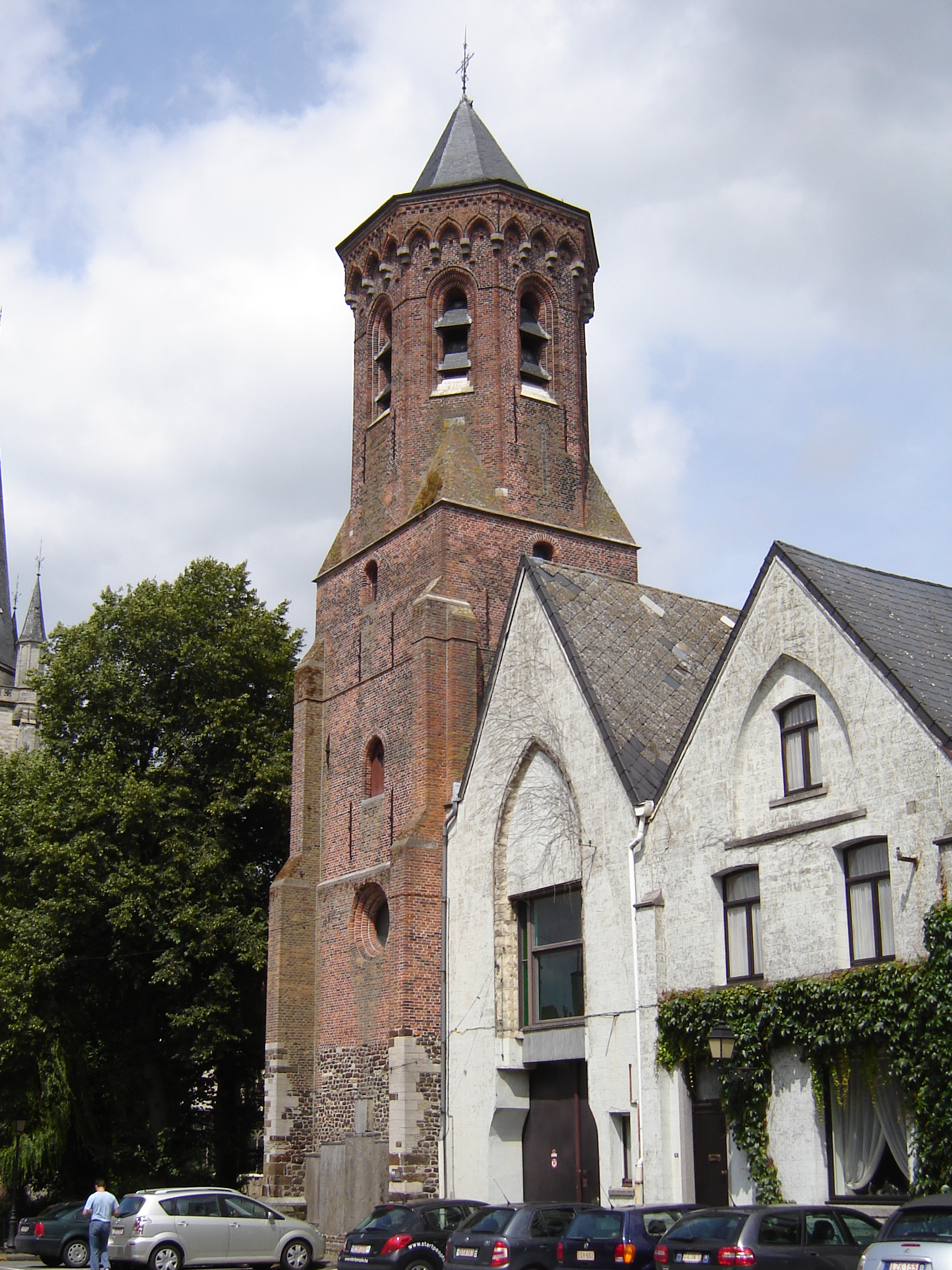
Sint-Martinustoren
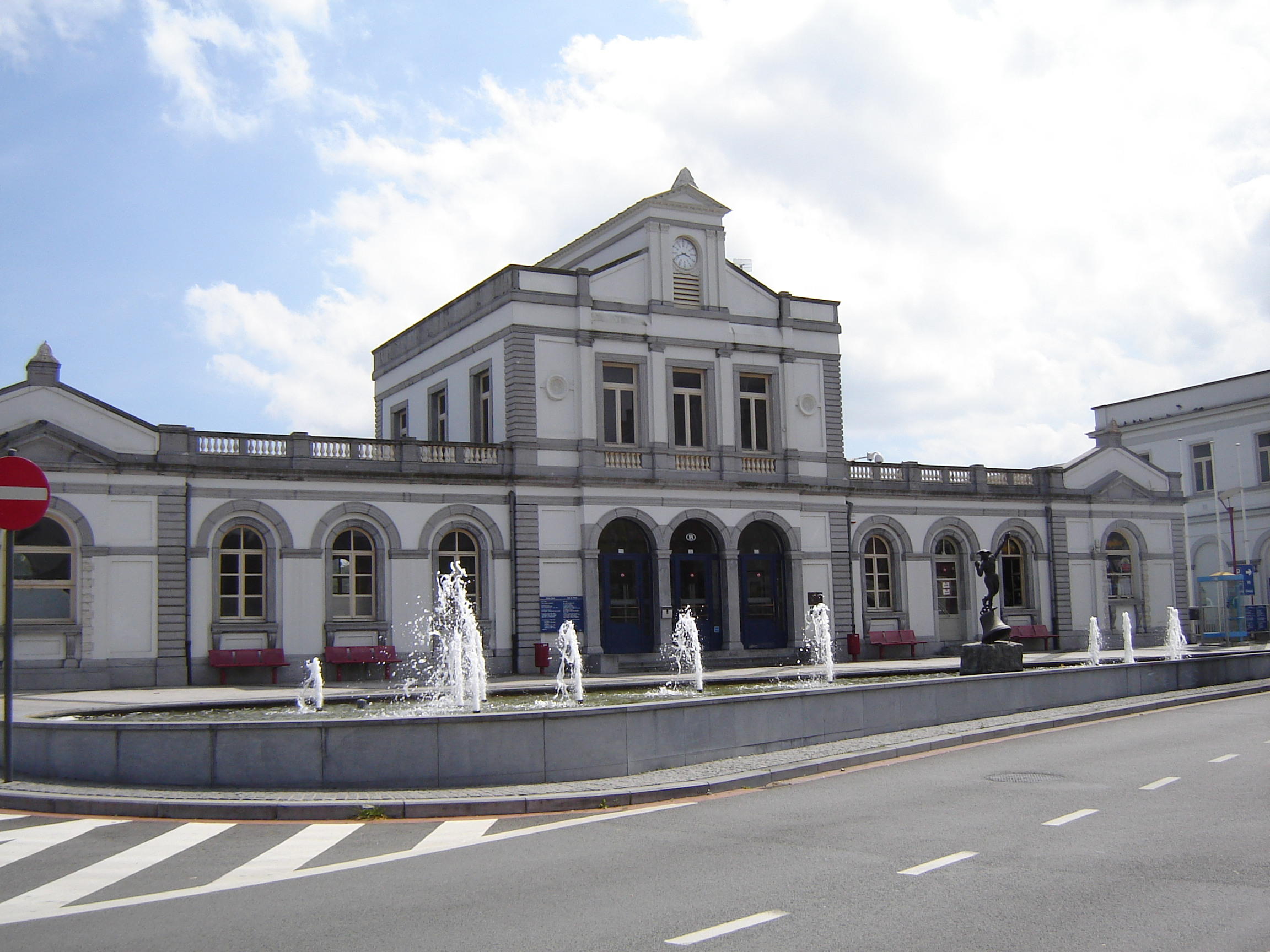
Station van Ronse
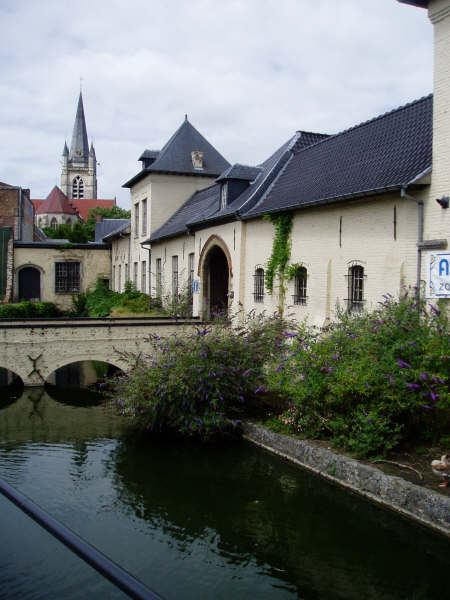
Hoge Mote
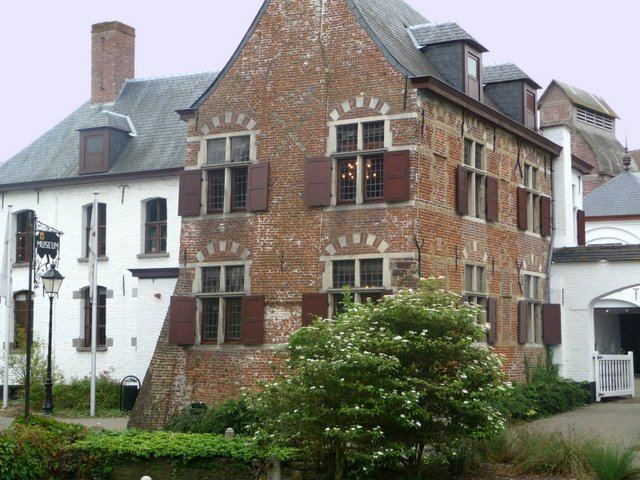
Folkloremuseum
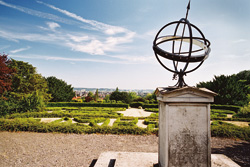
Malanderpark
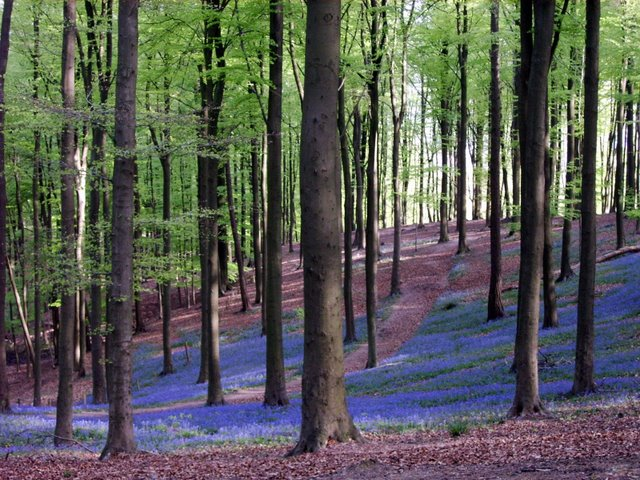
Muziekbos
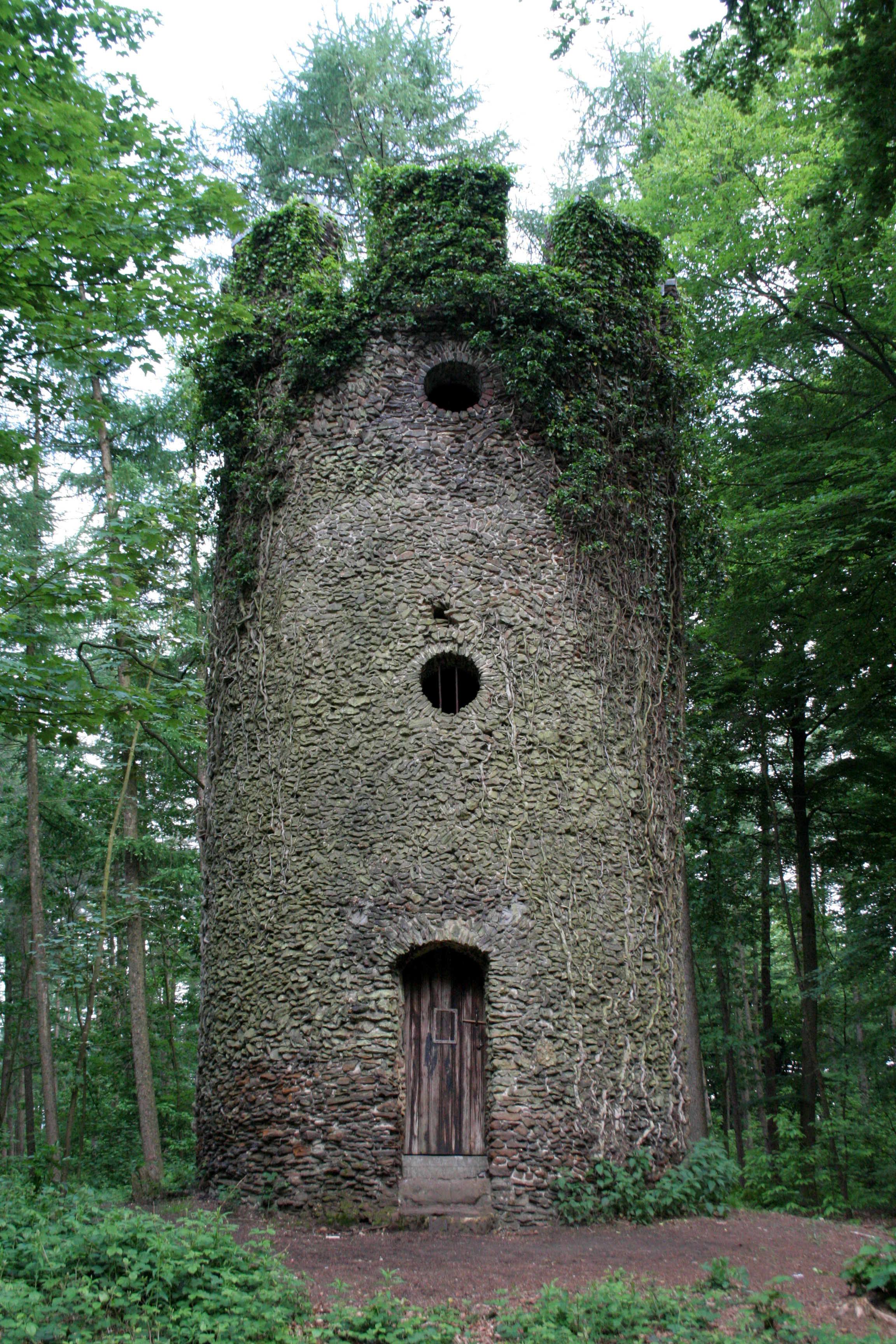
Geuzentoren
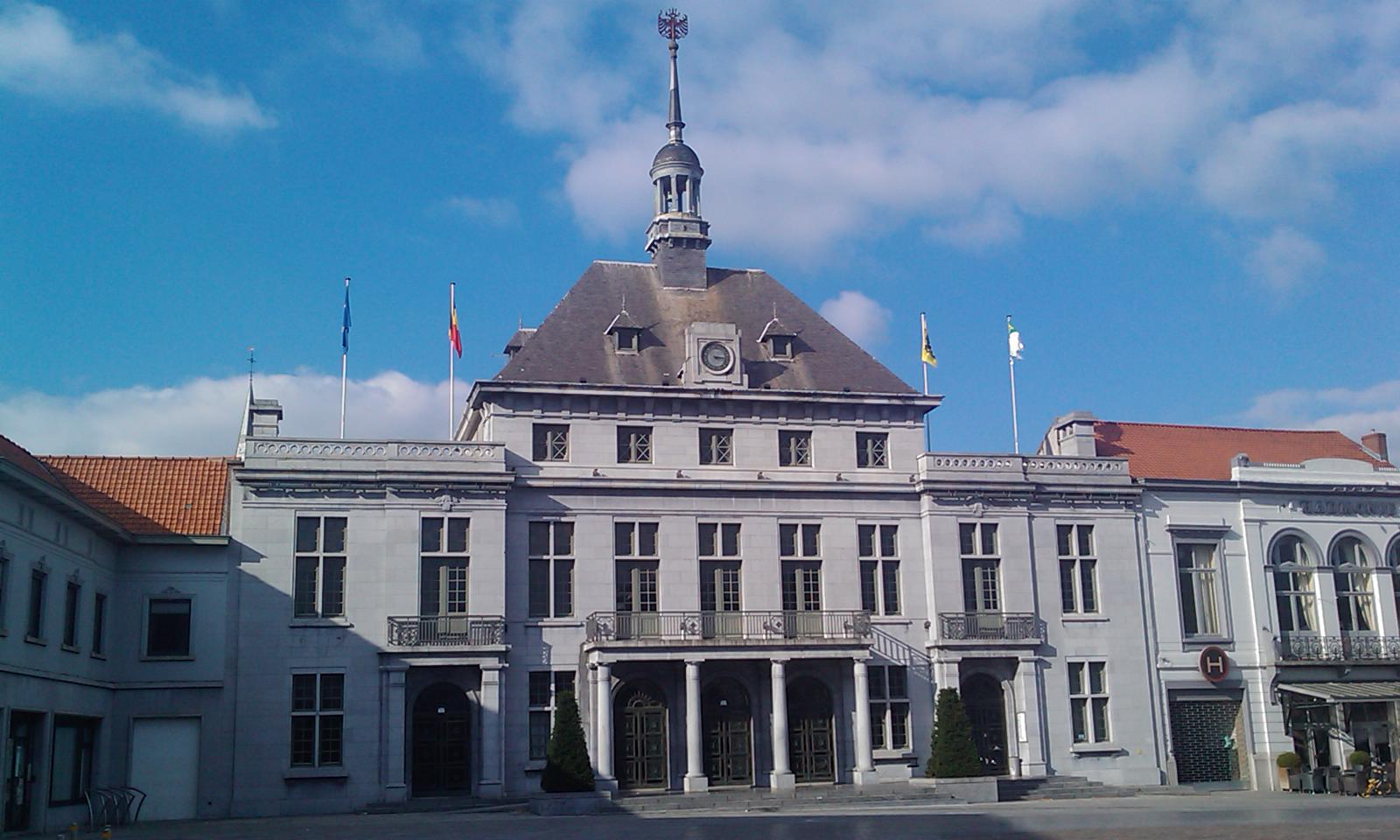
Stadhuis

## Natuur en landschap
Ronse ligt in de Vlaamse Ardennen en Zandlemig Vlaanderen. In het noorden vindt men de meeste heuvels met een hoogte tot 150 meter, zoals de Muziekberg, Kruisberg en Hotondberg. Deze heuvels zijn deels bebost, met de natuurgebieden: Muziekbos met de Geuzentoren, Sint-Pietersbos, Bois Joly, Hotond-Scherpenberg, Pyreneeën-Tombele, Bos Ter Eecken en Heynsdalebos.
Het centrum van Ronse ligt in een laagte waar doorheen de Molenbeek stroomt welke uitmondt in de Ronne. Het zuidelijk deel van Ronse heeft een hoogte van 30-40 meter en sluit aan bij het Henegouwse Pays des Collines. Op de grens van beide gebieden vindt men ook het natuurreservaat Pyreneeën-Tombele.

## Evenementen
- Ronsense Bommelfeesten of Bommels vinden plaats in januari op de zaterdag vóór de eerste maandag na Driekoningen. Dit is het eerste carnaval van het jaar in België. De wortels kunnen worden getraceerd tot in de middeleeuwen.
- De Fiertel, die ook uit de middeleeuwen stamt, vindt plaats op Drievuldigheidszondag. Bij die gelegenheid wordt het reliekschrijn van Sint-Hermes in processie rond de stad gedragen over een afstand van 32 km. Dit schrijn wordt gevolgd door honderden wandelaars en fietsers.
- De Ronde van Vlaanderen.

## Politiek

### Structuur
De gemeente Ronse ligt in het kieskanton Ronse in het provinciedistrict Oudenaarde, het kiesarrondissement Aalst-Oudenaarde en de kieskring Oost-Vlaanderen.
| Ronse            | Ronse            | Supranationaal         | Nationaal                         | Nationaal                 | Gemeenschap               | Gewest                    | Provincie                 | Arrondissement   | Provinciedistrict | Kanton          | Gemeente        |
| ---------------- | ---------------- | ---------------------- | --------------------------------- | ------------------------- | ------------------------- | ------------------------- | ------------------------- | ---------------- | ----------------- | --------------- | --------------- |
| Administratief   | Niveau           | Europese Unie          | België                            | België                    | Vlaanderen                | Vlaanderen                | Oost-Vlaanderen           | Oudenaarde       | Oudenaarde        | Oudenaarde      | Ronse           |
| Administratief   | Bestuur          | Europese Commissie     | Belgische regering                | Belgische regering        | Vlaamse regering          | Vlaamse regering          | Deputatie                 | Deputatie        | Deputatie         | Deputatie       | Gemeentebestuur |
| Administratief   | Raad             | Europees Parlement     | Kamer van volksvertegenwoordigers | Vlaams Parlement          | Vlaams Parlement          | Vlaams Parlement          | Provincieraad             | Provincieraad    | Provincieraad     | Provincieraad   | Gemeenteraad    |
| Kiesomschrijving | Kiesomschrijving | Nederlands Kiescollege | Kieskring Oost-Vlaanderen         | Kieskring Oost-Vlaanderen | Kieskring Oost-Vlaanderen | Kieskring Oost-Vlaanderen | Kieskring Oost-Vlaanderen | Aalst-Oudenaarde | Oudenaarde        | Ronse           | Ronse           |
| Verkiezing       | Verkiezing       | Europese               | Federale                          | Federale                  | Vlaamse                   | Vlaamse                   | Provincieraads-           | Provincieraads-  | Provincieraads-   | Provincieraads- | Gemeenteraads-  |

#### Bestuur 2013-2018
In 2012 kwam er op politiek vlak heel wat verandering in Ronse. Open Vld en GB-IC herenigden zich opnieuw en namen samen deel aan de gemeenteraadsverkiezingen onder de naam Liberale Unie. Verder kwam er een breuk in het kartel sp.a-Groen. De groenen kozen ervoor om samen met CD&V naar de kiezer te stappen. Ook N-VA kreeg nieuw leven in 2012. De partij nam met een volledige lijst deel aan de verkiezingen. Vlaams Belang kende in 2012 dezelfde trend als elders in Vlaanderen, een groot verlies. Een opvallend fenomeen in Ronse was de verjonging van de politiek. Nog nooit namen zoveel jongeren deel aan de gemeenteraadsverkiezingen.
Ondanks een mondeling akkoord tussen CD&V-Groen en sp.a op 14 oktober 2012, de dag van de verkiezingen, kwam toch een andere coalitie aan de macht. CD&V-Groen ging in zee met N-VA en de Liberale Unie. Voor het eerst sinds 83 jaar is er een bestuur zonder socialisten in Ronse. Burgemeester blijft Luc Dupont (CD&V/Groen). Hij leidt een coalitie bestaande uit CD&V-Groen, N-VA en Liberale Unie. Samen vormen ze de meerderheid met 17 op 29 zetels. In februari 2016 besliste Groen om uit de meerderheid te stappen. Sindsdien zetelt schepen Wouter Stockman als onafhankelijke. Hij is geen lid meer van Groen.

#### Bestuur 2019-2024
Bij de gemeenteraadsverkiezingen van 14 oktober 2018 kwamen er vijf partijen in de gemeenteraad: de CD&V van uittredend burgemeester Luc Dupont, haar coalitiepartners N-VA en Open Vld en oppositiepartijen sp.a en Groen, dat weer onder eigen vlag opkwam. De andere oppositiepartij Vlaams Belang diende geen lijst meer in en het radicaal-linkse PVDA*PTB, dat voor het eerst opkwam in Ronse, behaalde geen enkele zetel. CD&V en N-VA hadden samen 19 van de 29 zetels behaald en beslisten hun coalitie zonder hun vroegere coalitiepartner Open Vld verder te zetten. Luc Dupont bleef burgemeester tot in september 2022 en gaf daarna de fakkel door aan toenmalig eerste schepen Ignace Michaux.

#### Bestuur 2024-2030
Voor de gemeenteraadsverkiezingen van 13 oktober 2024 werden zes lijsten ingediend, die ook allemaal zetels behaalden. CD&V teamronse van uittredend burgemeester Ignace Michaux, haar coalitiepartner N-VA, Plan9600, een stadslijst bestaande uit Open Vld en onafhankelijken aangevoerd door voormalig N-VA-schepen Aaron Demeulemeester, het kartel Vooruit-Groen, Vlaams Belang, dat voor het eerst sinds 2012 weer opkwam, en PVDA*PTB. De uittredende coalitiepartners CD&V teamronse en N-VA verkregen 15 van de 29 zetels en besloten hun coalitie te verruimen met de socialisten van Vooruit, die 4 van de 5 zetels van het kartel Vooruit-Groen hadden ingenomen. Groen besloot niet aan de coalitie mee te werken en diende eveneens een verzoek tot hertelling van de stemmen in bij de Raad voor Verkiezingsbetwistingen, omdat partijlid Lech Schelfout een stem tekort had om verkozen te raken. Deze klacht kreeg echter geen gevolg. De enige Groen-verkozene, Youssef Elidrissi, kon zich niet vinden in de keuze van zijn partij voor de oppositie en besloot zich als onafhankelijke aan te sluiten bij de Vooruit-fractie, zodat Groen over geen enkele zetel meer beschikte.

### Resultaten gemeenteraadsverkiezingen sinds 1976
In onderstaande tabel zijn de politieke verschuivingen vanaf 1976 in Ronse duidelijk te merken. In 1976 behaalde de lijst RN 13,7 %, maar de lijst verdween bij de volgende verkiezingen. De lijst LDR-EDB (Liberale Democraten Ronse-Eenheid der Belgen) kwam op in 2000 en ging daarna op in VLD. De partij GB-IC (Gemeentebelangen-Intérêts Communaux) was een lokale afscheuring van de VLD en kwam met een afzonderlijke lijst in 2006.
| Partij of kartel     | Partij of kartel                                            | 10-10-1976 | 10-10-1976 | 10-10-1982 | 10-10-1982 | 9-10-1988 | 9-10-1988 | 9-10-1994 | 9-10-1994 | 8-10-2000 | 8-10-2000 | 8-10-2006 | 8-10-2006 | 14-10-2012 | 14-10-2012 | 14-10-2018 | 14-10-2018 | 13-10-2024 | 13-10-2024 |
| Stemmen / Zetels     | Stemmen / Zetels                                            | %          | 29         | %          | 27         | %         | 27        | %         | 27        | %         | 27        | %         | 27        | %          | 29         | %          | 29         | %          | 29         |
| -------------------- | ----------------------------------------------------------- | ---------- | ---------- | ---------- | ---------- | --------- | --------- | --------- | --------- | --------- | --------- | --------- | --------- | ---------- | ---------- | ---------- | ---------- | ---------- | ---------- |
|                      | PVDA*PTB                                                    | -          |            | -          |            | -         |           | -         |           | -         |           | -         |           | -          |            | 4,1        | 0          | 7,9        | 2          |
|                      | SP1/ sp.a-Groen!A/ sp.a2/ Vooruit-GroenD                    | 32,221     | 10         | 36,841     | 11         | 43,781    | 13        | 30,821    | 10        | 23,131    | 7         | 26,73A    | 8         | 25,982     | 8          | 18,12      | 6          | 15,7D      | 5          |
|                      | Agalev1/ Groen!2/ sp.a-Groen!A/ CD&V-GroenB/ Vooruit-GroenD | -          |            | -          |            | 6,971     | 1         | 4,691     | 0         | 4,861     | 0         | 26,73A    | 8         | 31,87B     | 10         | 9,82       | 2          | 15,7D      | 5          |
|                      | CVP1/ CD&V2/ CD&V-GroenB / CD&V teamronse3                  | 29,631     | 9          | 25,711     | 8          | 22,091    | 6         | 26,531    | 8         | 23,631    | 7         | 26,742    | 8         | 31,87B     | 10         | 33,42      | 11         | 31,23      | 10         |
|                      | PVV1/ VLD2/ Liberale UnieC/ Open Vld3/ Plan96004            | 24,41      | 7          | 21,661     | 6          | 27,161    | 7         | 14,112    | 4         | 15,382    | 4         | 11,02     | 2         | 10,31C     | 2          | 10,33      | 2          | 18,24      | 5          |
|                      | GB-IC1/ Liberale UnieC                                      | -          |            | 3,481      | 0          | -         |           | -         |           | -         |           | 9,361     | 2         | 10,31C     | 2          | -          |            | -          |            |
|                      | N-VA1/ N-VA2                                                | -          |            | -          |            | -         |           | -         |           | -         |           | 2,281     | 0         | 17,672     | 5          | 24,22      | 8          | 17,02      | 5          |
|                      | Vlaams Blok1/ Vlaams Belang2                                | -          |            | -          |            | -         |           | 7,671     | 1         | 20,361    | 6         | 23,892    | 7         | 14,172     | 4          | -          |            | 10,1       | 2          |
|                      | LDR-BEB1/ LDR-EDB2                                          | -          |            | -          |            | -         |           | 16,171    | 4         | 12,632    | 3         | -         |           | -          |            | -          |            | -          |            |
|                      | RN                                                          | 13,75      | 3          | 6,21       | 1          | -         |           | -         |           | -         |           | -         |           | -          |            | -          |            | -          |            |
|                      | RTWEED                                                      | -          |            | 6,1        | 1          | -         |           | -         |           | -         |           | -         |           | -          |            | -          |            | -          |            |
| Totaal stemmen       | Totaal stemmen                                              | 17967      | 17967      | 16341      | 16341      | 17041     | 17041     | 16344     | 16344     | 16258     | 16258     | 16644     | 16644     | 16429      | 16429      | 16937      | 16937      | 10993      | 10993      |
| Opkomst %            | Opkomst %                                                   |            |            |            |            | 93,34     | 93,34     | 91,31     | 91,31     | 91,87     | 91,87     | 92,99     | 92,99     | 90,06      | 90,06      | 91,2       | 91,2       | 58,2       | 58,2       |
| Blanco en ongeldig % | Blanco en ongeldig %                                        | 4,1        | 4,1        | 7,04       | 7,04       | 5,98      | 5,98      | 8,08      | 8,08      | 7,07      | 7,07      | 6,37      | 6,37      | 7,55       | 7,55       | 8,3        | 8,3        | 3,2        | 3,2        |

De zetels van de gevormde meerderheid staan vetjes afgedrukt. De grootste partij is in kleur.
De rode cijfers naast de gegevens duiden aan onder welke naam de partijen telkens bij een verkiezing opkwamen.

### Burgemeesters[24]
- Jean-Baptiste Guisset (?)
- Emmanuel François Vanhove (1830-1840)
- Edouard Joly (lib.) (1840)
- Yves Magherman (Katholieke Partij) (1841-1848)
- Emmanuel Mouroit (lib.) (1848-1861)
- Joseph Desclée (lib.) (1861-1869)
- Jean-Baptiste De Keyser (lib.) (1869-1872)
- Ephrem De Malander (kath.) (1872-1895)
- Oswald Ponette (kath.) (1895-1910)
- Oscar Delghust (1911-1926)
- Cyr Cambier (1917) (waarnemend burgemeester)
- Oscar Thomaes (1918) (waarnemend burgemeester)
- Eugène Soudan (BWP) (1926-1958)
- Leo Vindevogel (Katholieke Vlaamse Volkspartij) (1941-1944) (oorlogsburgemeester)
- Jacques Piessevaux[25] (CVP) (1959-1964)
- Marcel Vanderhaegen (BSP) (1965-1977)
- Robert Van Wingene (BSP-SP) (1977-1982)
- Orphale Crucke (SP) (1983-1994)
- Walter Kerckhove (SP) (1995-2000)
- Luc Dupont (CD&V) (2001-2022)
- Ignace Michaux (CD&V) (2022-)

## Geboren in Ronse
- 1500: Hermes Van Wynghene, raadsheer van keizer Karel V
- ca. 1515: Cypriano de Rore, Franco-Vlaamse componist
- 1594: Ernestine Yolande van Ligne, prinses van Amblise
- 1834: César Snoeck, vermaard muziekinstrumentenverzamelaar
- 1842: Alphonse Renard, geoloog en fotograaf
- 1848: Gustave Royers, politicus en ingenieur
- 1860: Edmond Puissant, kanunnik, archeoloog en kunstverzamelaar
- 1871: Ovide Decroly, leraar, pedagoog en psycholoog
- 1880: Eugène Soudan, politicus
- 1880: Joseph Ferrant, verzetsstrijder en spion
- 1905: Ephrem Delmotte, beiaardier, componist
- 1922:  Albert Cambier, museumbeheerder-oudheidkundige
- 1928: Etienne Verschueren, componist
- 1929: Roland Cardon, componist
- 1933: Mark Grammens, journalist
- 1938: Jacques Stockman, voetballer
- 1943: Pierre Carteus, voetballer
- 1947: Eddy Van Butsele, atleet
- 1949: Isabella l'Arbre de Malander, Prinses van Liechtenstein
- 1959: Marnik Baert, regisseur en ontwerper
- 1963: Rudy Demotte, politicus
- 1982: Guillaume Devos, acteur
- 1984: Stéphanie de Lannoy, prinses van Luxemburg
- 1985: Dieter Spileers, acteur
- 1985: Robin Tonniau, syndicalist en politicus
- 1987: Astrid Stockman, sopraan
- 1991: Hanne Van Hessche, hoogspringster
- 1993: Louis Vervaeke, wielrenner
- 1994: Gilles Ruyssen, Voetballer

## Trivia
- De bijnaam van de Ronsenaars is slekkentrekkers, wat in verband gebracht kan worden met de bewegingen die de optocht tijdens de Fiertel maakte.[26]

## Partnersteden
- Jablonec nad Nisou (Tsjechië)
- Kleef (Duitsland)
- Sandwich (Verenigd Koninkrijk)
- Saint-Valery-sur-Somme (Frankrijk)
- M'saken (Tunesië)

## Nabijgelegen kernen
De Klijpe, Zulzeke, Arc-Wattripont, Dergneau, Ellezelles, Louise-Marie, Etikhove, Nukerke